# Chandla
Chandla is een nagar panchayat (plaats) in het district Chhatarpur van de Indiase staat Madhya Pradesh. 

## Demografie
Volgens de Indiase volkstelling van 2001 wonen er 10.207 mensen in Chandla, waarvan 53% mannelijk en 47% vrouwelijk is. De plaats heeft een alfabetiseringsgraad van 57%. 